# C-130運輸機
C-130大力神（Hercules，海克力斯，希臘神話中的英雄）運輸機是由美國洛克希德馬丁公司（Lockheed Martin）所研發生產的中型戰術運輸機，是美國從1956年開始服役，總生產量高達2,000架以上的現役運輸機，在美國戰術空運力量中佔有核心的地位，同時也是美戰略空運中重要的輔助力量。
C-130配备四个涡轮螺旋桨发动机，可以在未准备跑道上起降。最初被设计用来输送武装力量、医疗救援、货物转运。后来演化出各种用途，包括空中打击、搜索救援、科学研究、气象观测、空中加油、海岸巡逻、空中救火。现在是许多国家的重要空军战术运输机，目前有40多个型号在60多个国家服役。

## 服役

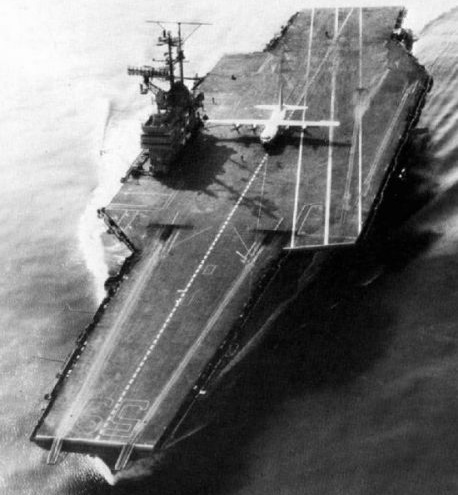
1963年，美国海军陆战队的KC-130F力士型加油機在福萊斯特號航空母艦上成功进行了20幾次起飞與降落試驗，但因甲板上巨大的機身看起來十分突兀所以後來因上級單位判定太過危險而沒有推廣，这架加油機现被陈列在佛州的航空航天博物馆。

從二戰以來，美製戰術運輸機不斷推陳出新，在1950年代初以活塞發動機為動力來源的C-119運輸機基本上已經到當時活塞發動機的技術極限，但是性能仍不能讓美軍滿足。1951年2月2日，美國空軍向國內主要飛機生產商發出競標邀約，同年4月21日，美國空軍和有興趣的幾個廠商提供未來規格需求；美軍希望的新運輸機需求有以下主要項目
1. 中型運輸機尺寸
2. 可在不整地的野戰環境下起降
3. 主用途為貨物運輸
4. 可搭載重量為3萬磅（13.6公噸）
5. 續航距離1500英里（2,414公里）

同時，美軍希望貨艙尺寸有12公尺長、3公尺寬、2.7公尺高，可運輸92位乘客、或72位士兵、或64位全副武裝的傘兵，為了戰術運輸需求，需要有海狸尾式的卸貨後門。為了這些新技術需求，美軍開發了T56渦輪軸發動機取代傳統的活塞發動機，替後續螺旋槳機種提供強勁可靠的動力。
這個邀約發佈後，馬丁公司、北美航空、諾斯洛普、費爾柴德回絕了邀請，最後有四家飛機公司決定提出方案。
洛克希德的方案公司內稱為L-206，由工程師威利斯·摩爾·霍金斯為L-206提供了130頁的相關技術大綱規劃，這大綱在洛克希德副總裁兼總工程師霍爾·席巴德過目後，席巴德原本希望由他的得力助手凱利·约翰逊主持，但強森本人對低速無武裝飛機沒有興趣，和他的上司告知「你要我主持可以，但你會毀掉洛克希德公司」。最後，席巴德決定讓霍金斯擔任L-206計畫的總工程師。L-206在1951年7月2日被美軍擇定為下一代戰術運輸機競標的勝利者，設計方案稱為82型（Model 82）。之所以在短短3個月內完成競標，是因為洛克希德L-206提供了美軍勾勒了驚豔的技術標準。
洛克希德L-206規劃中，採用4具渦輪軸發動機之後，新型運輸機的巡航時速可達579公里，最大酬載量可達18噸；這個參數遠比當時正運作中的螺旋槳客機都來得快、且酬載能力比照最新式的道格拉斯DC-6標準，且具備野戰運輸功能；原型機YC-130在加利福尼亞州柏本克的洛克希德總公司製造，1954年8月完工，1954年8月23日進行處女航，首飛的YC-130是二號機，隨即轉場至愛德華空軍基地進行測試。測試同時，量產線則在美國東岸的喬治亞州瑪麗埃塔新建廠區開始運作；1955年4月7日，量產機C-130A首飛，1956年12月9日撥交美國空軍服役，C-130A最初採用三葉螺旋槳驅動之T56-A-9發動機，且機鼻較鈍。隨後，C-130便大舉量產，運銷至美軍與美軍盟邦國家使用。
由於C-130系列性能優秀，洛克希德公司也曾在C-130E的基礎上發展其民用版本L-100。此型民用版本機種亦有銷往無法獲得軍用版本機種的國家（如中华人民共和国）之紀錄。

## 取消出口禁令误传
美国白宫网站2010年10月8日刊登了奥巴马宣布将取消对中国出口该机种禁令的信件。引发了一系列猜测，但是仅仅数天后的13日就进行了澄清表明export一词既可表示出口也可表示运抵，奥巴马的措施仅仅是允许相关公司用于清除海油的C-130飞机在中国机场降落而已，并不是要“卖飞机给谁”。

## 衍生機型

### YC-130A

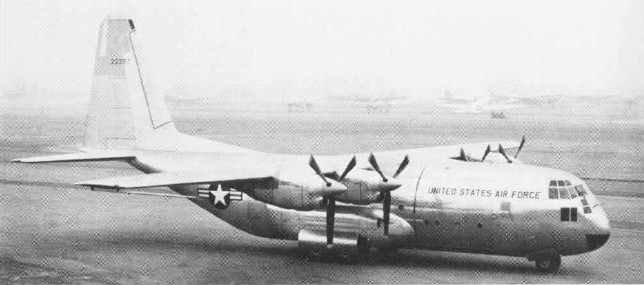
YC-130

原型機，使用艾利森發動機公司的T56-A-1涡轮螺旋桨發動機。

### C-130A

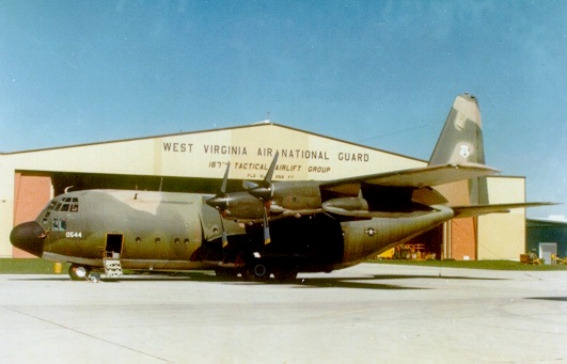
C-130A

C-130A為第一批C-130量產型號，使用艾利森發動機公司的T56-A-1A渦輪螺旋槳發動機，推力為2790千瓦。首批27架C-130A的雷達為AN/APN-42，後來採用AN/APN-59，但機首卻因而增大。C-130A在1955年4月7日首次试飞，1956年12月开始交付給美國空軍，於1959年2月停产，共生产231架，其中包括出口給澳大利亚皇家空军的11架。
從C-130A開始，美國空軍開始將大力神運輸機改造為電子偵察機，代號為RC-130電子偵察機，有15架挪用改造。

### C-130B

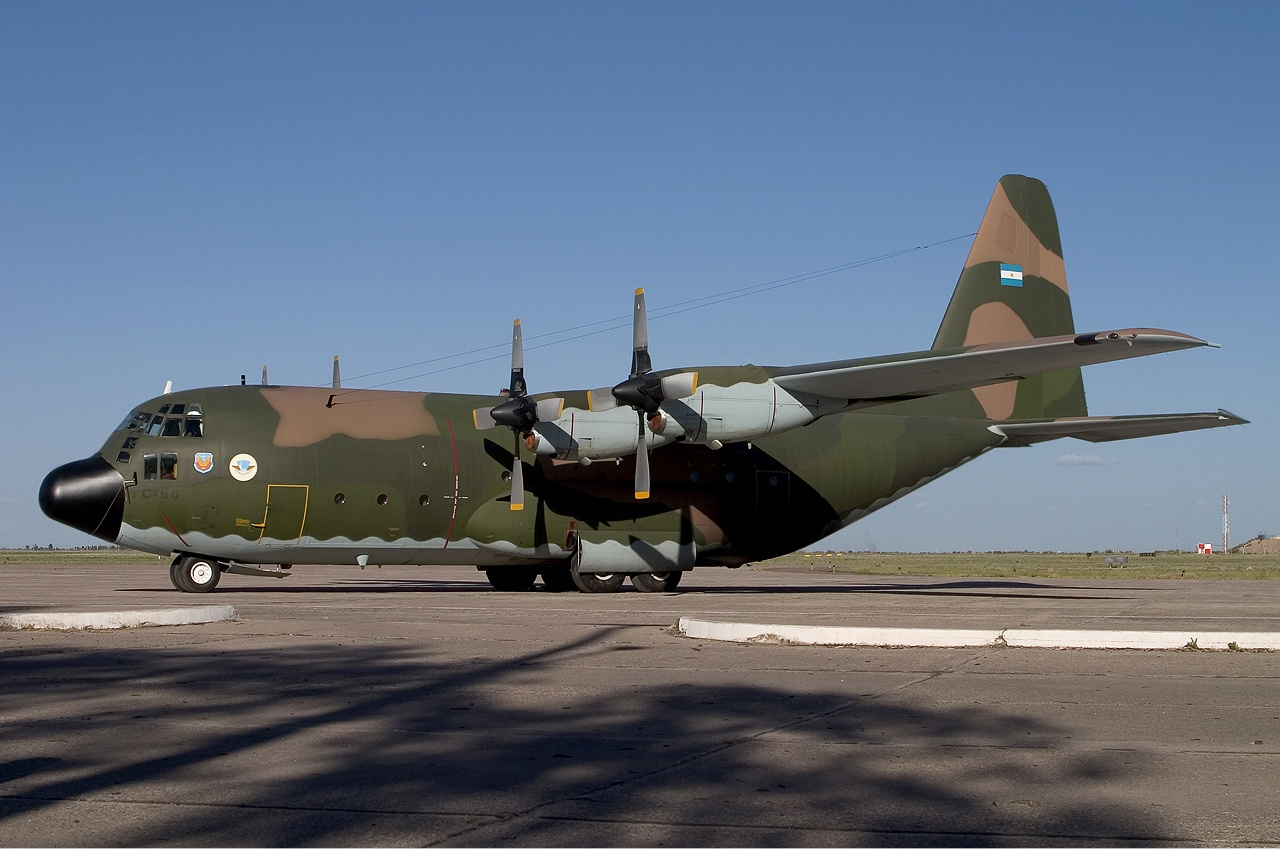
C-130B

在得到A型使用回饋後改良的型號，1958年11月20日首次试飞，1959年6月12日开始交付使用，共生产了230架。
B型的機內油箱加大，並將原先的三葉螺旋槳更換成漢米爾頓公司研製的四葉螺旋槳，起飛重量增加。
除美國空軍外，B型外銷給印度空军10架、加拿大皇家空军4架、巴基斯坦空军6架、南非空军7架；其中4架改型为LC-130F，12架改型为HC-130G，46架改成KC-130F、7架改成C-130F。
運輸機用途的B型並沒有裝設翼端副油箱，但是用於電磁頻譜偵測的衍生型C-130B-II（RC-130）在同處增設了油箱外型內裝電磁頻譜偵蒐裝置，美軍將13架B型施予改造。

### C-130C
C-130C是美國空軍用於附面層的試驗機，以YT56-A-6涡轮螺桨為发动机，令起飛距離縮短至1700公尺及著陸所需距離縮至1900公尺。C-130C的原型機於1960年2月首飛，用於科研層面，如大角度著陸測試等，後來計劃取消。

### C-130D
C-130D，是C-130A的改進型，可由助推火箭辅助起飞，主要用於極地運輸，共制造了12架，且起落架改為机轮滑橇式。C-130D為達至長途飛行，增加兩個外掛各為1705公升的副油箱，並在機艙內增添兩個各1890公升的副油箱。

### C-130E
1961年後進入量產的版本，取代B型成為美軍標準戰術運輸機，原型機在1961年8月25日首飛，1962年4月交機，1975年2月停產，共生產491架。

E型的發動機更換為輸出強化的T56-A-7（4,050匹軸馬力），隨著輸出強化，最大起飛重量也增加到79噸。飛機翼樑也因為酬載能力改良進而強化結構，飛機航電設備也有部分改良。從E型之後C-130的主翼左右靠翼尖處增加兩具總容量1,360公公升的固定型外部油箱，增強續航力。

### C-130H

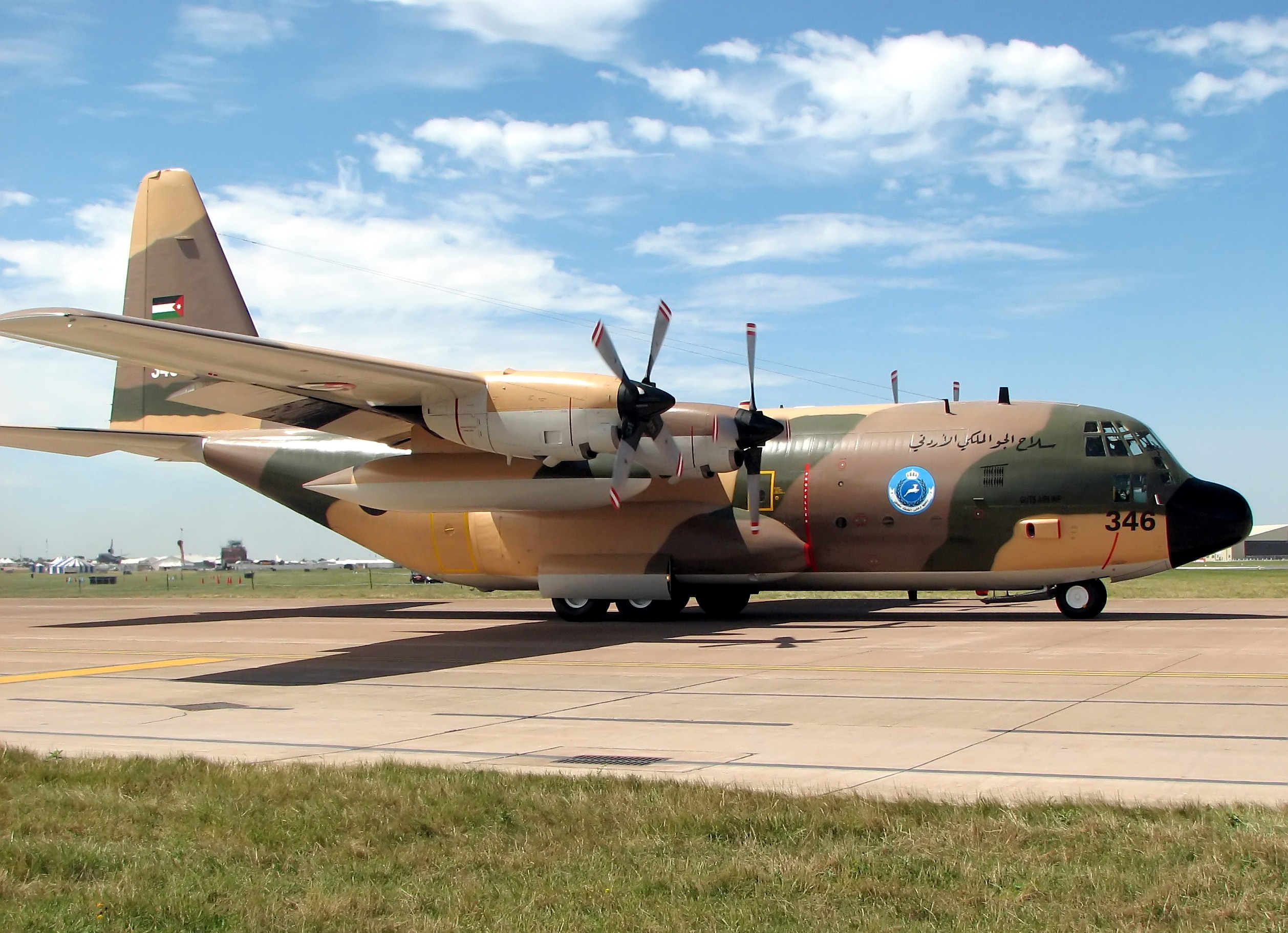
約旦皇家空軍的C-130H

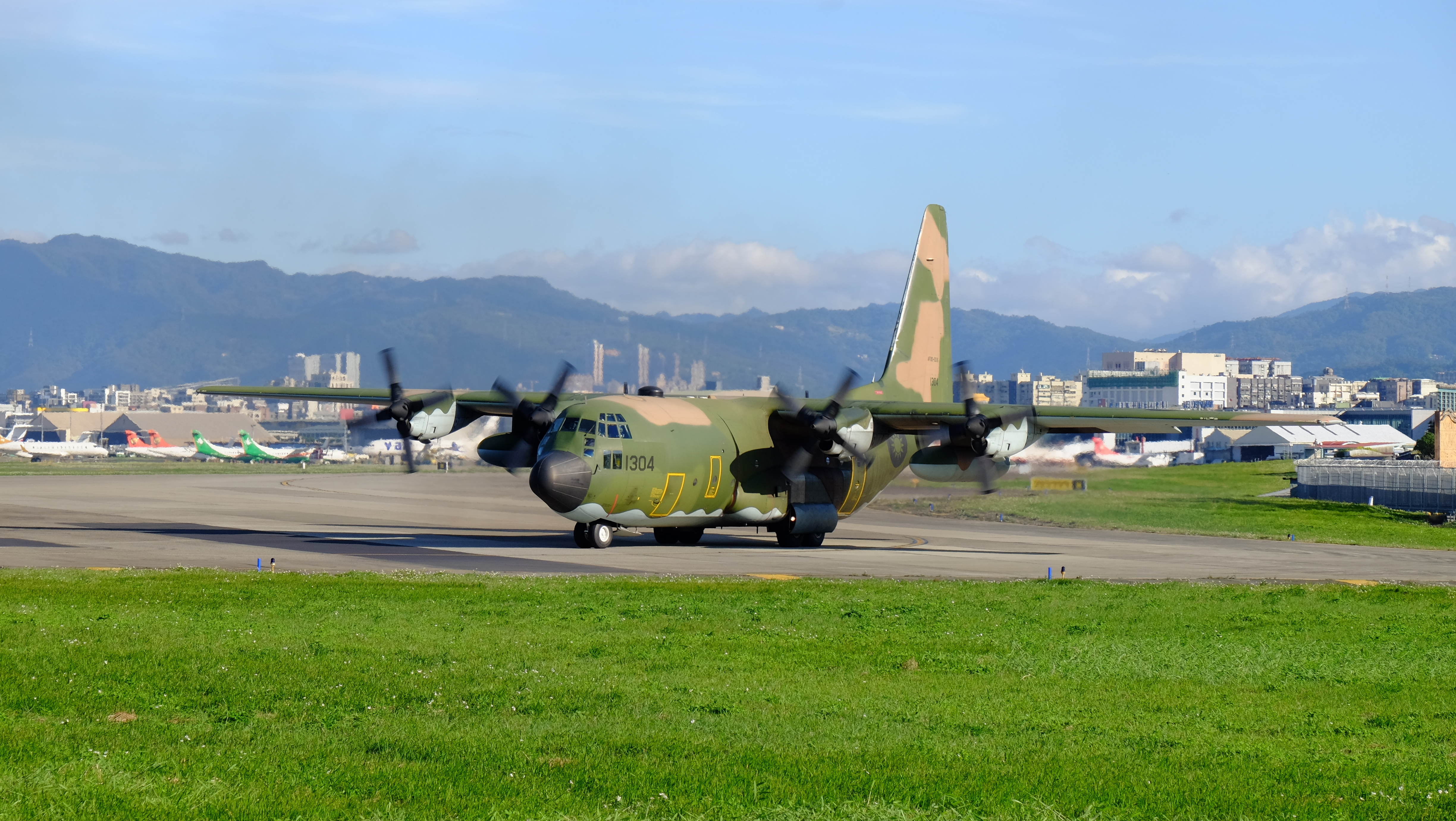
中華民國空軍的C-130H

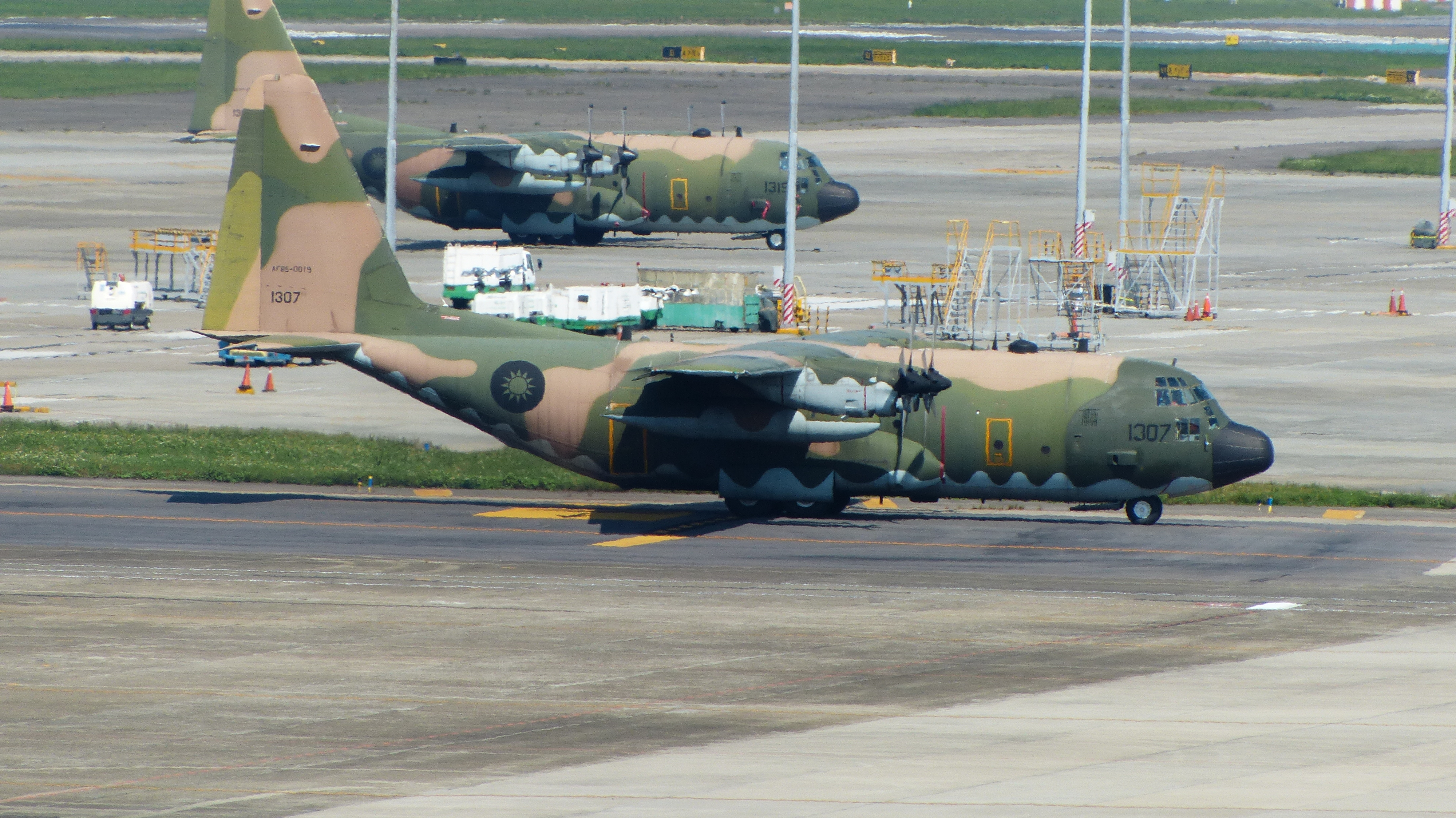
中華民國空軍松山空軍基地C-130H

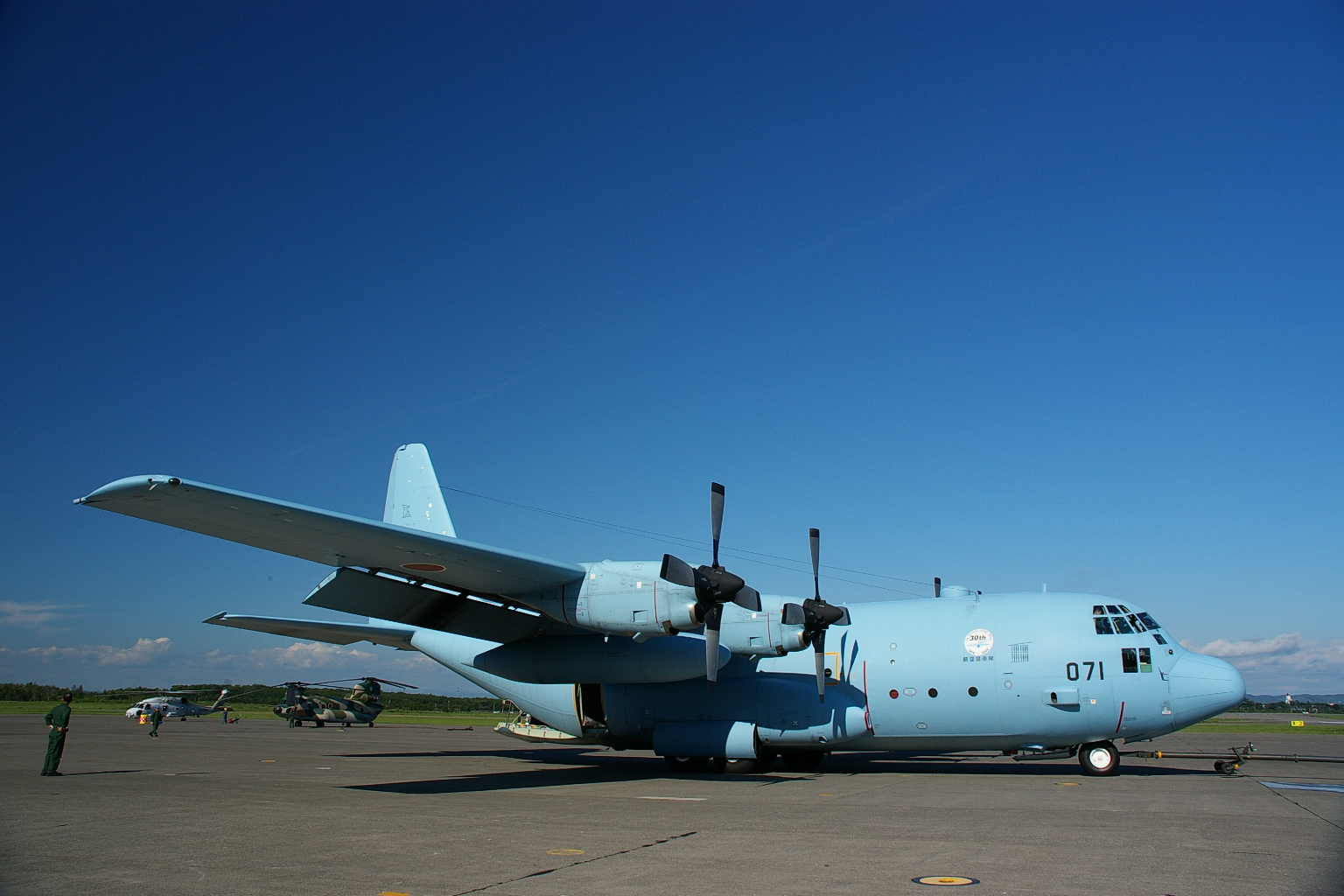
航空自衛隊的C-130H

C-130家族在1960年代推出的全面改良型，1965年3月首飛，目前仍是許多C-130操作國家的主力機種。

H型取消了舊型號特有的起飛火箭助推器裝設架，換裝動力增強的T56-A-15發動機（4,910匹軸馬力），重新設計有更高昇力效率的主翼，較為先進的航電設備，降低飛行員負荷也提高燃油運用效率；1974年的改良版換裝新型輔助動力系統，並改善了機內空調系統。1992至1996年量產的最末期型號美軍稱為C-130H3，該批次機種導航設備裝設精準度更高的環形雷射陀螺儀、換裝以全彩影像顯示的AN/APN-241雷達、增裝全球定位系統接收機、駕駛部分功能導入數位化座艙設備，儀器設備可整合夜視裝置，加裝雷達預警接收器等，並因應導入新型航電需求，改良了機上供電系統保障供電穩定。
美軍有15架的C-130H和HC-130H被改裝成WC-130H，以取代WC-130B。
H型機海外首位用戶為紐西蘭皇家空軍（1964年），截止1988年12月31日，美國空軍、海軍和海岸警衛隊共訂購366架，國外用戶有50個國家共訂購478架，量產時間至1996年底止。
C-130H-MP，军事巡逻和搜索救援型，基本结构與C-130H相同。當搜索半径為370公里时，可续航16小时50分钟；當高度為1,525米，搜索半径為3,333公里时，搜索时间为2小时30分钟。已交付给马来西亚皇家空军3架、印尼空军和美国海岸警卫队各1架。
C-130WBS和C-130VLS，主要满足90年代的战术运输要求。
MC-130H，C-130H的改型。美国空军用于特殊战术任务，包括日/夜渗透和撤离、特种地面作战部队的支援、心理战任务、空中侦察以及空降和地面－空中救生。

### C-130HE
電戰型C-130H，全世界唯一一架，由中華民國空軍所有，編號為1351。C-130HE電戰機一直被空軍列為「高機密」等級，國防部在1993年時，特別將向美國採購的C-130H運輸機其中1架留在美國，由國家中山科學研究院與洛克希德公司進行改裝，在機頭、機鼻及機腹上都加裝天線，具有電子偵測、電子截收、電子干擾等多項功能，可實施電子干擾作業截斷地面雷達，1995年完成系統整合和飛行測試返臺，成為空軍唯一的電子作戰和電子偵察機，並在1996年臺灣海峽飛彈危機中，多次在海峽上空蒐集中國人民解放軍飛彈的訊號與參數，同時也在歷年解放軍東南沿岸的演訓中，蒐集飛彈的電子訊號，以強化未來干擾來襲導彈的反制能力，在國內極少曝光，只有特殊任務時才會出現，由於機鼻下天線像極法老王的鬍子，因此被國內航空迷取了「法老王」的綽號。

### C-130K

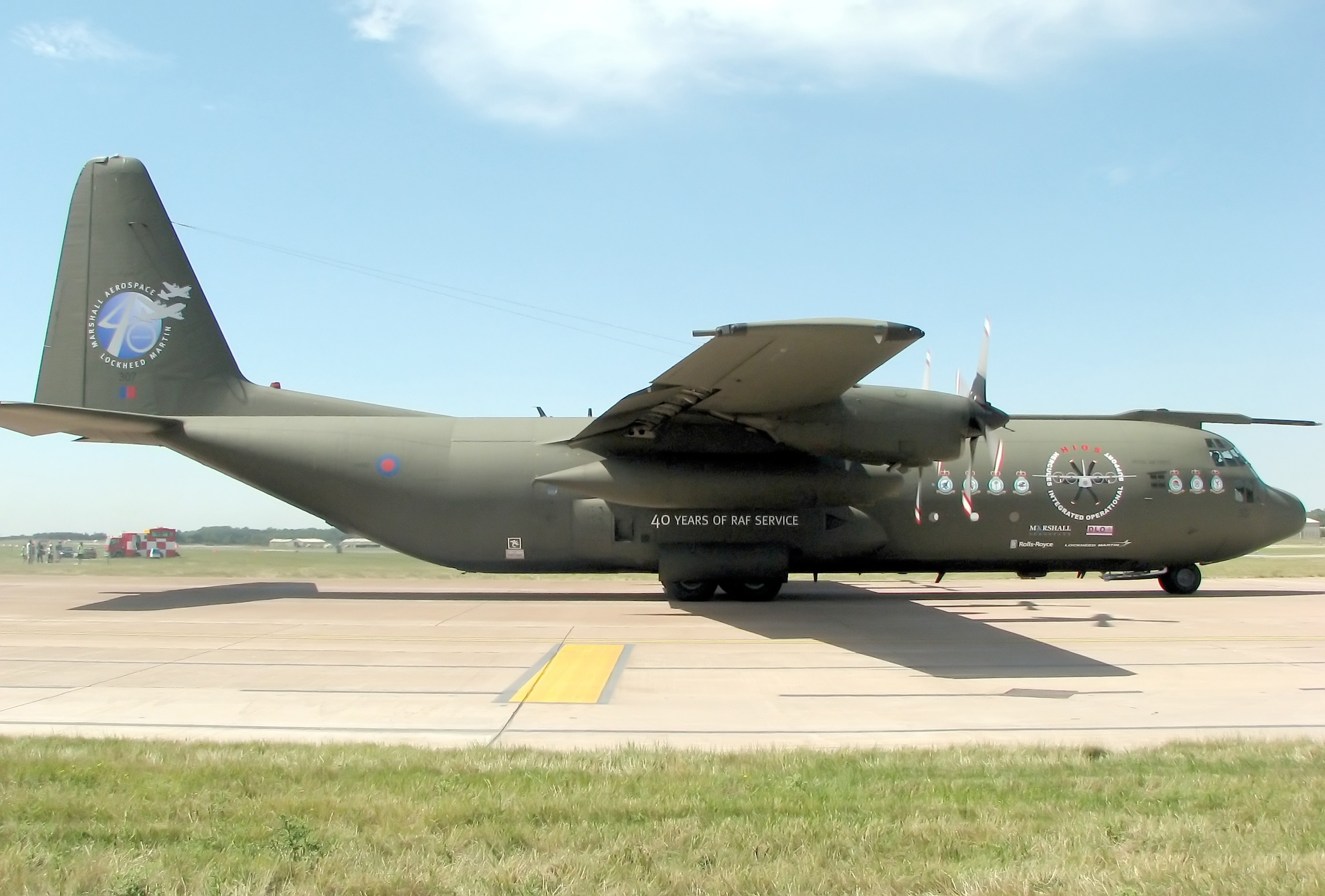
英國皇家空軍的C-130K (C3)

C-130K，英国皇家空军专用型，该机机体与C-130H相同，機上大部分电子设备和装卸设备由英国制造商提供。1966年10月19日首次試飛，1966年12月16日開始交付使用，共生產66架。其中後30架機身延長了4.57米，並被重命名為大力神C3型。機體的延長使得貨艙內可多裝載兩隻貨盤或28名士兵，不過該機的起飛重量增大、航程減小，可加裝軟式空中加油管。該型號在洛克希德公司內部的編號為C-130H-30。

### C-130J

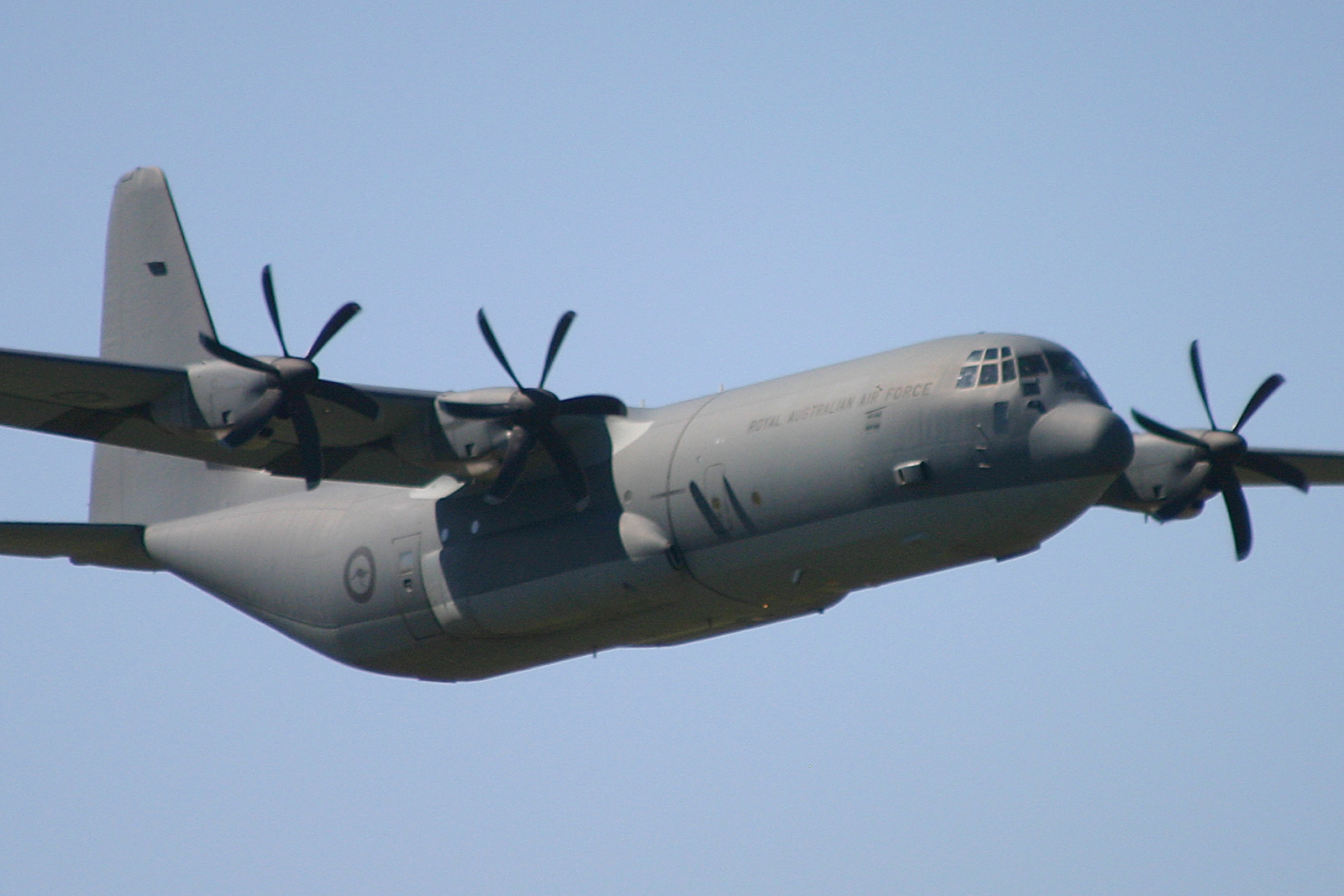
皇家澳大利亞空軍37中隊的C-130J，攝於2008年。

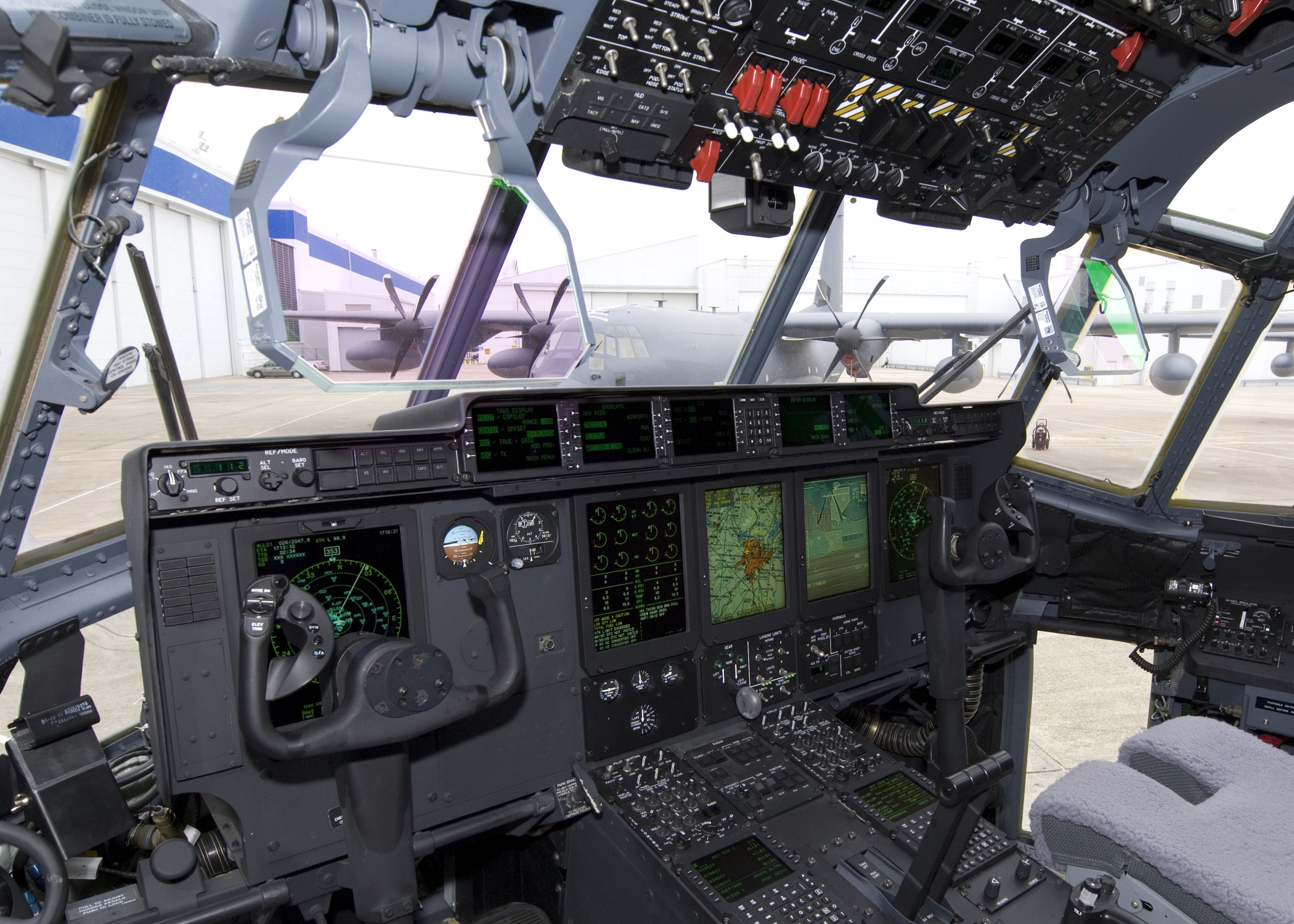
MC-130J駕駛艙

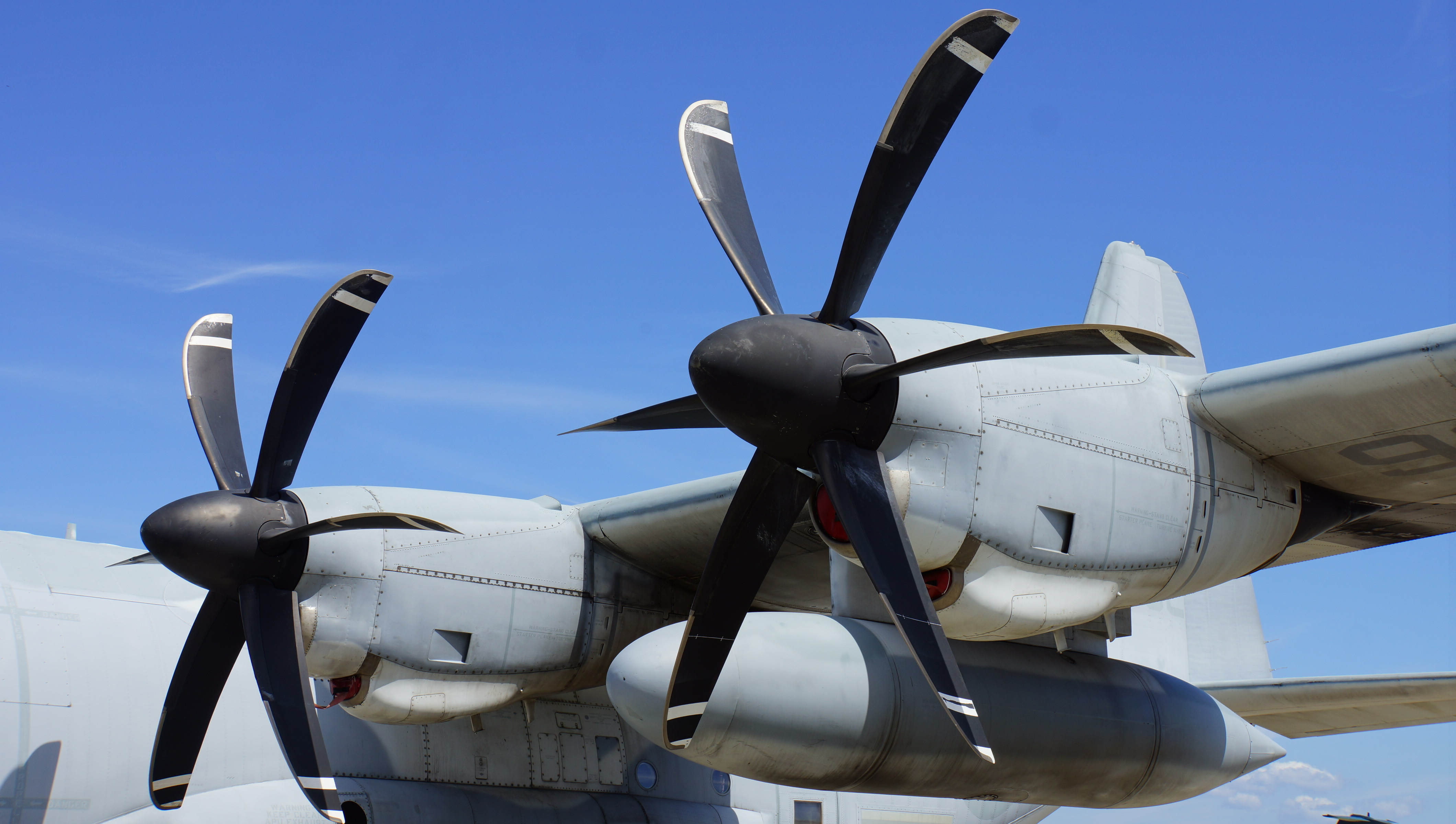
AE-2100D3引擎

C-130J是本來要將C-130系列退休的規劃中演變而來，在1970年代，美軍曾啟動取代C-130的下一代運輸機研發計畫，稱為先進中程短場起降運輸機，但測試到最後結果都讓人遺憾─C-130的飛行經濟效益太好，使用了新技術的新型機反而沒有好到可以被取代。
由於C-130的設計成功到難以取代，洛克希德在1980年代將一架C-130改裝測試先進科技，累積後續改良的背景資料，測驗機稱為高技術驗證基礎（High Technology Test Bed）。在1990年代，HTTB的技術檢驗資料成為開發C-130J的出發點，C-130J在1996年H型停產後接替成為最新的量產版本。J型受惠於航電系統升級將機組員減少為3人，發動機亦改用勞斯萊斯公司的AE-2100D3渦輪螺旋槳發動機，AE-2100D3為V-22發動機AE-1107C之衍生型，並採用新設計的六葉式螺旋槳-「微葉槳」(Microvanes)，巡航時較一般螺旋槳降低3.3%油耗與發動機耗損。與原有機型相比，不但最大起飛重量（Maximum Take-Off Weight）提升到74400公斤，攻擊着陸重量（Assault Landing Weight）提升到64,400公斤，C-130J的飛行速度、作戰距離都有十分明顯的進步，除了名稱和外型，幾乎是新的系列並獲得美軍的採購使用，以淘汰現有C-130機隊。

### C-130J-30
除標準型的C-130J之外，洛克希德公司同時亦發展了C-130J-30型超級力士型運輸機(Super Hercules)。C-130J-30結構與標準型的C-130J大致相同，但機身較標準型延長了4.57公尺，並擁有更大的貨箱空間與最大容許籌載重量。 （页面存档备份，存于）
除美國空軍預計以C-130J替換機齡逐漸老化的C-130E機隊外，新的C-130J也預期將大量的取代國際上機齡逐漸老化的C-130E與C-130H型機種。

### AC-130
AC-130，由洛克希德公司以C-130运输机为基础改进而来，俗称「飞行砲艇」、「空中砲艇」，配備多種機槍、機砲、加特林機槍甚至榴弹砲，活躍於越戰等戰爭。由於越南除重要城市外防空火力不強，這些原本生存能力較差的運輸機也足以對付地面目標，給北越軍隊造成了很大損傷。AC-130的攻擊方式是在目標上方盤旋，並以機上的槍砲攻擊目標。
AC-130家族的最初期版本為AC-130A，其上裝備有4挺M134迷你砲機槍、4门M61火神式機砲和熱焰彈發射裝置，并装有夜视设备。之後陸續推出AC-130E、AC-130H、AC-130U、AC-130J與AC-130W五种改良版本。
法國將為現役的C-130“大力神”運輸機安裝武器組件。部分C-130安裝SSA-1101 Gerfaut組件，實現掛裝、使用8枚AASM模塊化空對地武器的能力。

### EC-130
EC-130為战术机载指挥和通信型，是美國空军用其来代替EC-121电子监视机，背鳍上方和每个外翼下方增加了大型刀形天线，机身两侧有小型刀形天线。机翼下面刀形天线外侧和尾翼弹丸形舱中装有拖曳天线，该天线可长达几百米。
EC-130专门隶属于美国空军第193特种飞行联队，主要进行心理战广播和民事任务广播，频率覆盖AM、FM等波段，并能进行电视直播，同时还可以支援军用宽频通讯，操作手既可以是军方人员，也可以是民间雇员。
EC-130G，美国海军使用的EC-130的新编号。机上有甚低频无线电，可向航行在世界任何地方的导弹潜艇转达紧急指令。另有EC-130Q的改型。HC-130B、E、G、H、N不同的搜索救援型。KC-130F、R兩種機型，是美國海军陆战队的空中加油机。

### E-130J
E-130J是以C-130J為基礎開發的，作為波音E-6B指揮通信機的後繼機種，接替空中通訊、指揮任務。

### MC-130E
MC-130E，是美国空军的战场运输机。该型可将特种部队秘密运到敌人后方，机上装有夜视设备、地形跟踪雷达、空中受油设备和电子干扰设备，並配備富尔顿地对空回收系统可快速回收人员。共生产14架，分别交付美国空军、埃及、德国和日本等国特种作战部队使用。

### KC-130R

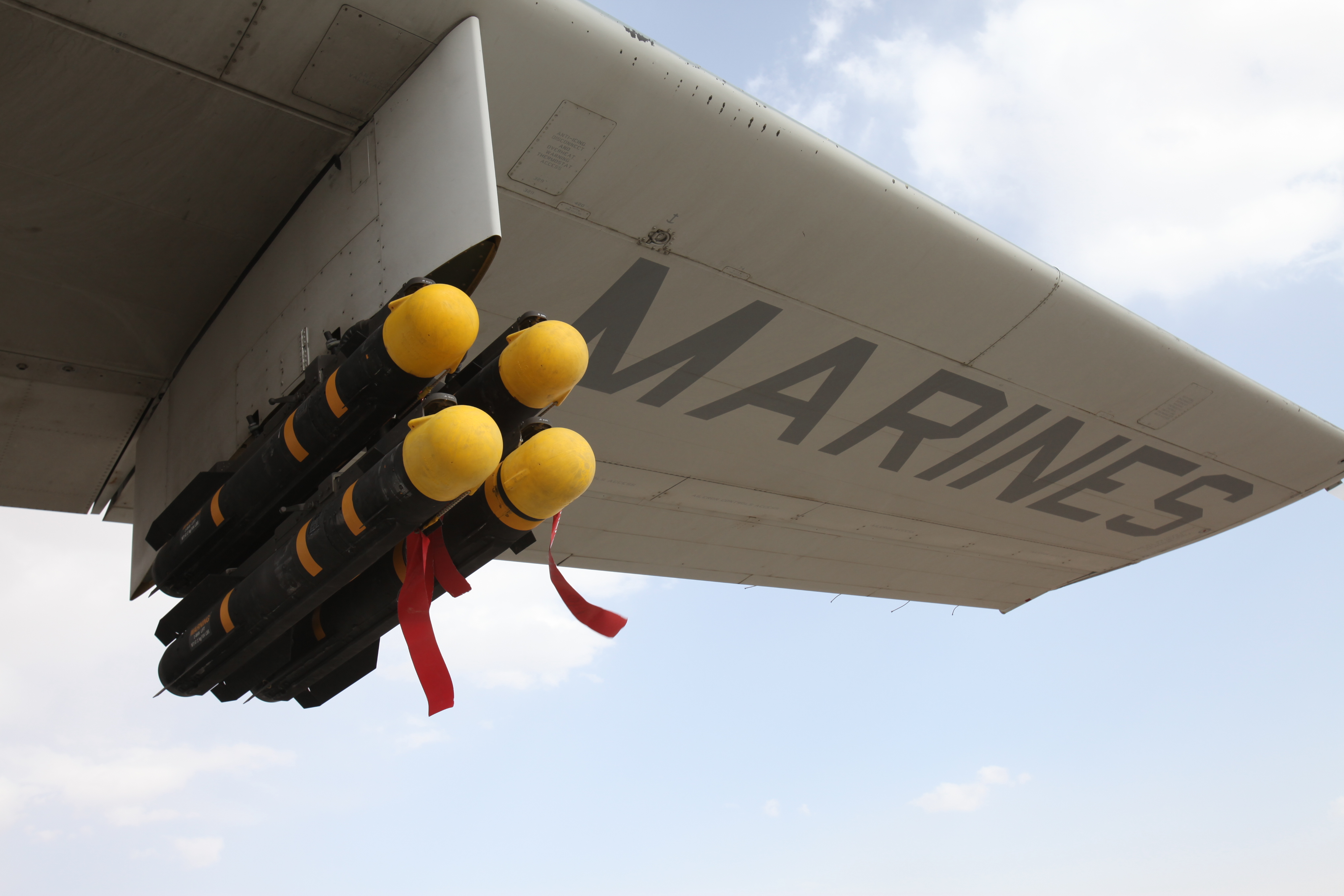
KC-130左翼外側裝有四枚AGM-114地獄火飛彈

KC-130R是美國海軍陸戰隊的空中加油機，由C-130H改裝。裝有更大功率的發動機，增大了最大起飛重量，還增加10,200公升的外掛油箱，貨艙中增加一個13,600公升可拆卸油箱，共改裝20架。KC-130R可選擇增設武裝套件，稱為收獲鷹（Harvest HAWK）。全名為「力士型空載武器套件」，安裝此套件後，成為空中砲艇機，具備火力支援與戰場情報監視偵察能力，但仍保留有空中加油及運輸能力。整個套件能在一天之內加以移除。主要觀測器為AN/AAQ-30光電轉塔（與AH-1Z蝰蛇所使用的相同），安裝於左翼內側副油箱下方，控制設備安裝於飛機內部貨艙上。左翼外側則裝有四枚AGM-114地獄火飛彈，內部機尾艙門則能裝置10枚精確導引武器（Precision-guided munition），未來可能加裝三十公厘機砲。海軍陸戰隊以每套2,200萬美元，購買九個套件供三個空中加油暨運輸中隊使用，即每中隊擁有三套。

#### 事故
驻日本美国军队一架战斗机与一架空中加油机2018年12月6日空中相撞并坠海，7名飞行员和机组人员中，2人获救，5人失踪。
日本防卫大臣岩屋毅发布消息称，一架F/A-18型战机与一架KC-130型空中加油机当地时间6日凌晨1时42分在日本西南部高知县以南大约100公里海域上空碰撞、坠海，前者有两名飞行员，后者有5名机组人员。
大约4个小时后，一名F/A-18型战机飞行员在事发地点附近海域获救，身体状况稳定；大约12时15分，搜救人员又寻获1人。暂时不清楚那名美军人员身体状况。　两架失事飞机隶属位于山口县岩国市的美军基地。
驻日美军方面说，两架飞机当时在执行例行训练任务，撞机原因暂时不明。路透社以多名美军官员为消息源报道，两架飞机可能在空中加油训练期间发生意外。

### LC-130

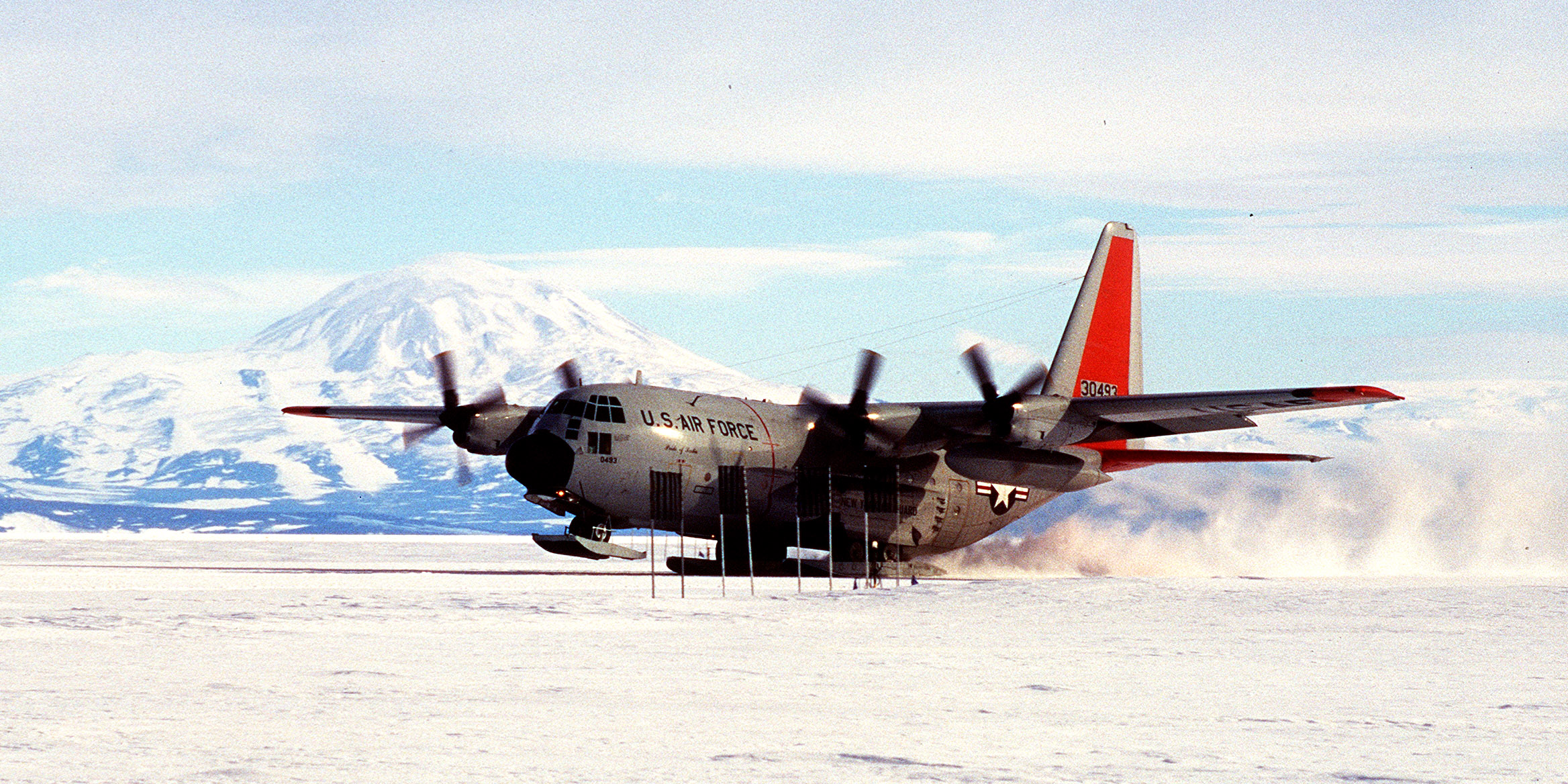
LC-130在南極麥克默多站附近降落

LC-130为美国海军在南极考察探险专用型，起落架是机轮滑橇式。
2002年2月，美国科学基金会修复了一架坠毁在南极，在冰雪中埋藏17年的LC-130，该机在1959年制造，服役于南极洲麥克默多站，用作南极考察。1971年12月该机起飞时螺旋桨脱落，击中引擎和机身。飞机迫降，機上10名机组人员在冰雪中等待了三天，直至救援人员来临。事後由于维修成本高，美国将这架LC-130遗弃在南极洲的冰雪之中。1989年，美国科学基金会需要一架新的LC-130，經過分析成本後，制造一架新的飞机需要3,000万美元，但将那架南极洲的飞机重新修复好的成本只有1,000万美元。所以，在不久之后一个特别小组挖开冰雪，並将飞机修复，两个月以后經修理的飞机飞回美国。

### WC-130
WC-130為气象探测型，系列包括WC-130A、WC-130B、WC-130E、WC-130H与WC-130J等型號，使用者包括美国空军、巴基斯坦、菲律宾、哥伦比亚等九个国家，共生产了17架。早期的WC-130B仅装上了大气采样仪，在苏联解体後，该装置即从机身上移去。此外，WC-130B上也装有自动观测仪器、電脑和雷达等设备，並配有整合式气象侦察系统中的數碼GPS投掷式探空仪系统、大气资料系统及人造卫星通讯系统。目前最新的在役型號為WC-130J型。

## 轟炸機改裝
C-130在印巴戰爭期間曾因為其酬載性能優異，被巴基斯坦空軍改裝為轟炸機，彌補專業攻擊機數目不足的窘境。
1965年時，巴基斯坦空軍第6中隊挑選了部分A型與B型機充當轟炸機運用，它們在貨物棧板上堆置航空炸彈，從尾門投放，這種方式1架C-130可以攜帶近9噸的炸彈。巴基斯坦至少使用這種應急轟炸機執行21次戰鬥任務。雖然實際戰果並無雙方戰報對照，但是巴基斯坦判斷這種方式打擊印度陸軍砲兵陣地很實用，後來把這套應急戰術傳授給使用安托諾夫An-12運輸機的單位，1971年印巴戰爭仍在使用同樣的戰術。
除了巴基斯坦，缺乏長程轟炸機的阿根廷空軍在福克蘭戰爭時也複製了類似構想，阿軍將C-130E拆除機翼增設的固定式副油箱，將該硬點換裝上幻象戰鬥機所使用的6連裝250公斤炸彈掛架，因此一架飛機可攜帶12枚250公斤炸彈，原本的副油箱則移放至貨艙繼續運用。阿根廷的改裝轟炸機目前已知的僅有一架編號為EC-68的C-130E，在1982年6月8日炸傷了支援英國特遣艦隊補給的英國石油公司油輪英國威河號（British Wye），為阿根廷空軍擊傷的最大噸位船隻。

## 中華民國空軍與C-130H

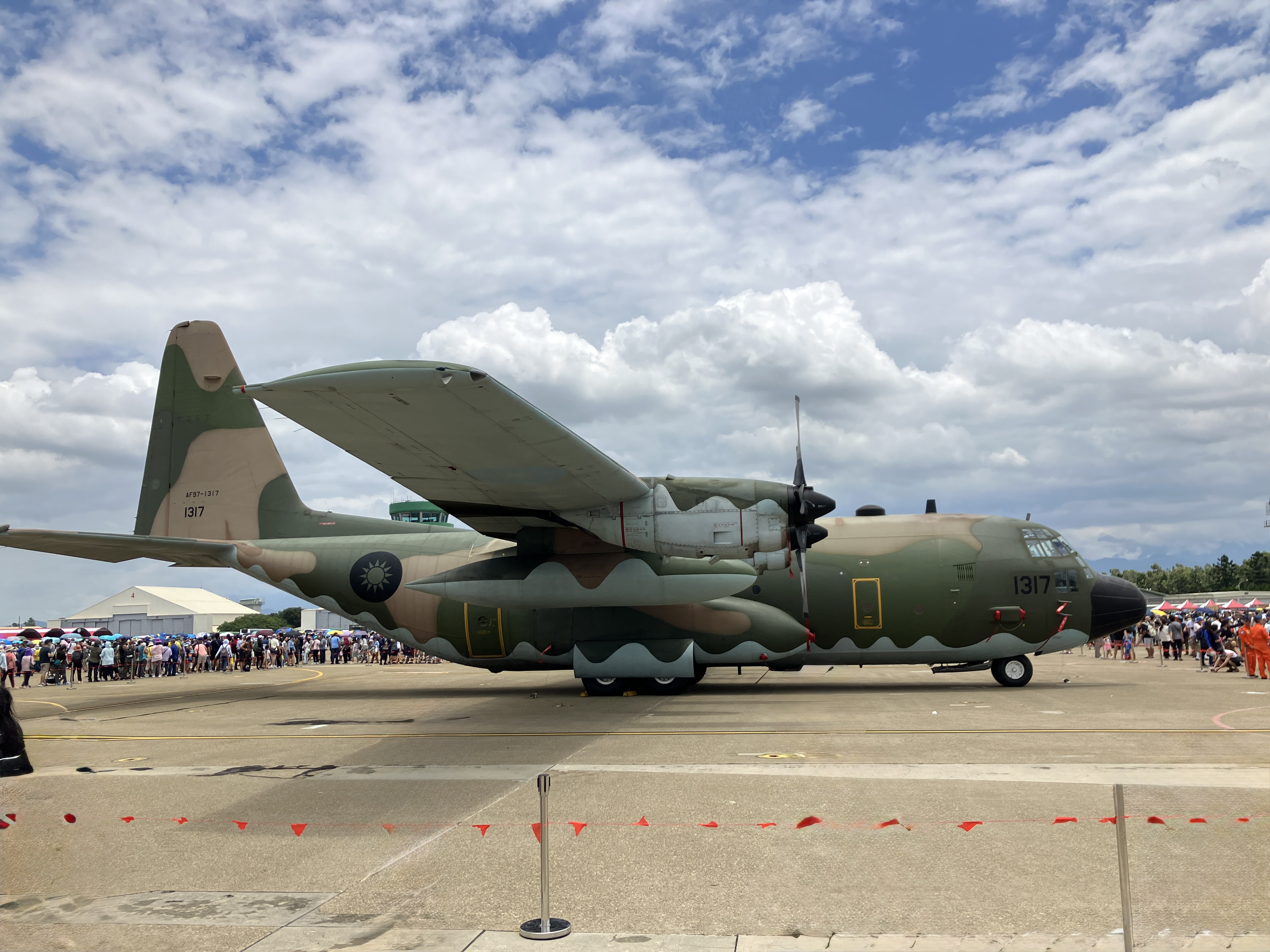
中華民國空軍C-130H(編號1317)力士型運輸機

中華民國早期曾屢屢向美提出採購C-130，但美方僅願意出售C-130運輸機的民用型L-100運輸機，直至1984年6月18日，美國國會通過軍售法案，同意出售中華民國12架C-130H力士型軍用運輸機以取代C-119運輸機。1986年9月22日開始交付中華民國空軍首批12架，1995年初第二批4架，1997年底第三批4架，總計採購20架。除了運輸機型，在1993年另外採購1架代號為C-130HE的電子作戰機（天干機），由洛克希德公司協助中華民國空軍改裝，其最大特徵在機首下方有凸出物，形似埃及法老王面具，遂被航空迷暱稱為法老王，隸屬空軍第六混合聯隊第廿電戰大隊，其電戰能力與任務型態截至目前為止均無從得知。
中華民國空軍的C-130運輸機除了運輸人員、軍品外，還擔負外島疏運、空降、空投等任務。在1987年5月13日中華民國陸軍空降特戰司令部首次利用C-130H運輸機進行2,000呎跳傘訓練成功，至此C-119G運輸機開始與C-130H一同執行任務，直至1997年12月19日，C-119運輸機在屏東基地舉行除役典禮。

### 中華民國空軍的C-130失事紀錄
- 1997年10月10日，一架隸屬中華民國空軍第四三九運兵反潛混合聯隊第一〇一中隊的C-130H力士型運輸機(編號1310／序號85-0022)，上午7點25分從屏東空軍基地起飛，抵達臺北松山機場上空時，管制塔台於8點9分20秒與該機駕駛通話，表示許可該機落地。該機應降落卻準備重飛而未降落，上午8點10分50秒墜落於臺北松山機場跑道左側造成飛機墜毀，[20]機上五名機組員殉職。

殉職人員：
1. 正駕駛 翟樹理 少校　(空軍官校68期)
2. 副駕駛 楊景翔 上尉　(空軍官校72期)
3. 機工長 吳清祥 士官長(空軍機校常士班79期）
4. 機械士 戴豐育 士官長(空軍機校常士班97期)
5. 裝載長 林源水 士官長(空軍機校常士班97期)

## 民用衍生機型

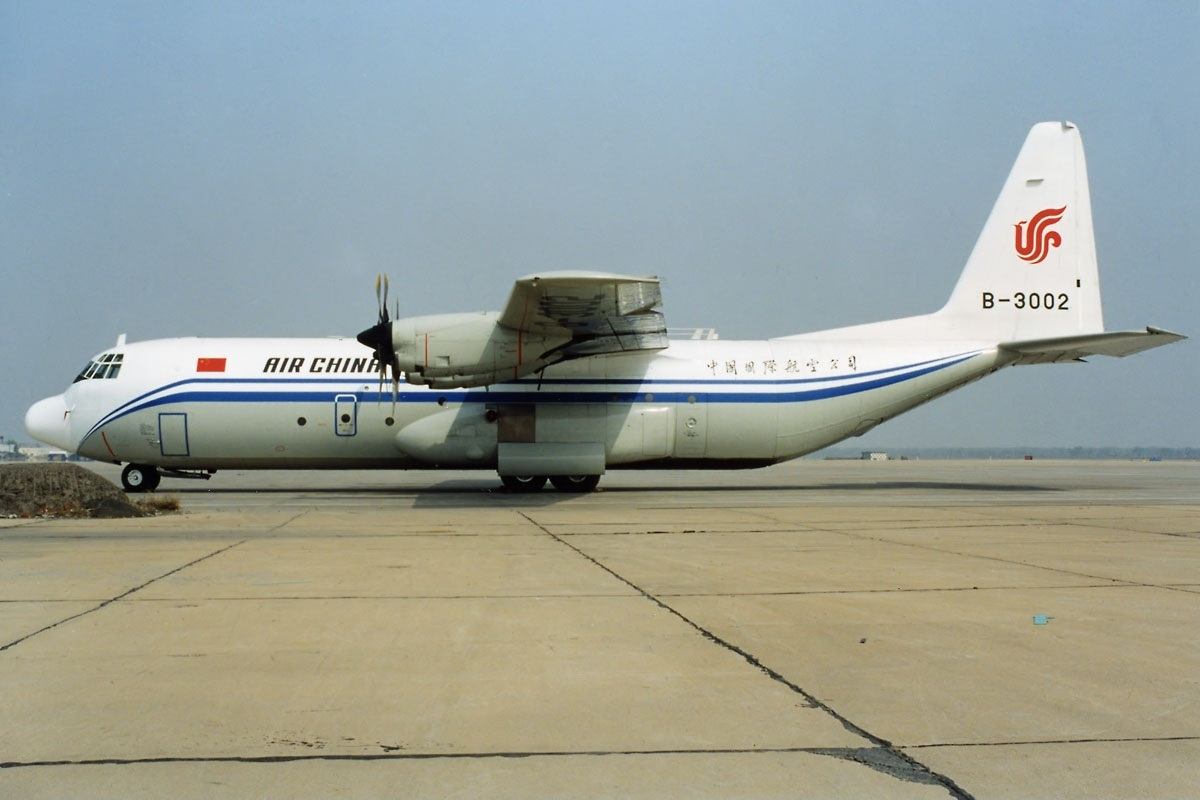
中国国际航空公司的L-100-30

### L-100（型號382）
修改自C-130E，1964年首飛的原型機

### L-100（型號382B）
L-100的量產型

### L-100-20（型號382E和型號382F）
L-100機身延長修改型，機翼前延長1.5公尺，機一後延長1.02公尺，1968年獲得認證

### L-100-30（型號382G）
L-100-20機身延長修改型，延長2.03公尺。
1987年12月24日，中国民航购进2架L-100-30型货机（注册号为 B-3002、B-3004），交给中国国际航空公司货运部门执飞，这是中国民航首次引进专业全货机。中国国际航空公司货运部门委托当时的中国民航专业飞行大队（后来组建为中国通用航空公司） 货运部门负责操作，2架飞机以太原为基地，执行过运送进口“黑鹰”直升机的任务。1990年，民航总局将它们从中国国际航空公司转交中国通用航空公司，由于该公司后由中国东方航空公司控股，所以改为东方航空涂装。1993年12月，这2架L-100-30与2架安-12型飞机（B-3151、B-3152）—起调拨给中国国际航空公司天津分公司，以天津、福州为营运基地，主要业务是往来福州和名古屋、福冈、广岛，出口活鳗鱼及香菇等食品到日本。1997年以后，货运业务出现困难，加上该型飞机零备件和维护等问题，该型飞机出勤率变低。1999年3月，这2架L-100-30停止使用，4月出售给南非的SAFAIR公司一B-3002注册号改为ZS-OLG、B-3004注册号改为 ZS-JAG。SAFAIR公司在运营B-3002较短一段时间后，将该机转卖给美国的LYNDEN AIR CARGO，注册号改为N405LC。B-3004在运营较长一段时间后，转卖给美国的TEPPER AVIATION，注册号改为N4557C。

### LM-100J（型號382J）
C-130J的民用型，2014年認證

## 性能規格

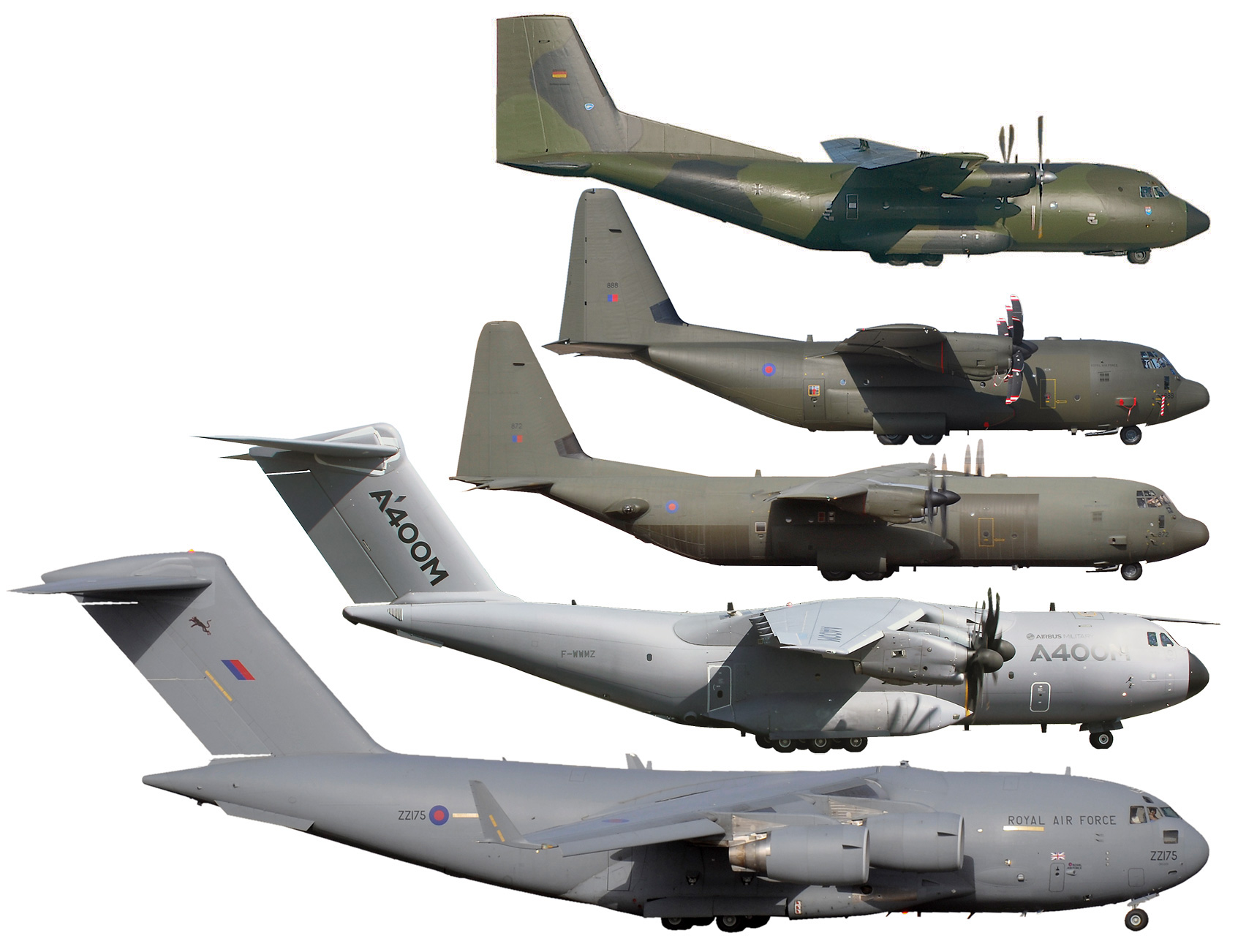
由上至下:C-160、C-130J、C-130J-30、A400M、C-17

### C-130J-30
基本信息
- 机组：3名
- 容量：128名士兵、92名傘兵、97名擔架傷員、3輛悍馬、2輛八輪裝甲車、1門M777ER榴彈炮、1枚GBU-43/B大型空爆炸彈

性能
- 起飛所需距離：953米（起飛重量70,300公斤）
- 著陸所需距離：518米（著陸重量58,970公斤）
- 主要機載設備：
  - AN/ARC-164超高頻通信設備
  - 2×51RV-4B甚高頻導航設備
  - CMA711歐米加導航及LTN-72慣性導航設備
  - 512-4指點標接收機
  - RDR-1F氣象雷達
  - MK11近地警報系統
  - AP-105V自動駕駛儀

## 現役軍用運輸機貨運能力比較
| 機型        | 最大載重（噸） | 貨艙長度          | 貨艙寬度         | 貨艙高度         |
| ----------- | -------------- | ----------------- | ---------------- | ---------------- |
| An-124      | 150            | 36（118英尺）     | 6.4（21英尺）    | 4.4（14英尺）    |
| C-5M        | 127.5          | 37（121英尺）     | 5.8（19英尺）    | 4.1（13英尺）    |
| An-22       | 80             | 32.7（107英尺）   | 4.44（14.6英尺） | 4.44（14.6英尺） |
| C-17        | 77.5           | 26.83（88.0英尺） | 5.49（18.0英尺） | 3.76（12.3英尺） |
| Y-20B       | 66             | 20（66英尺）      | 4（13英尺）      | 4（13英尺）      |
| Il-76MD-90A | 60             | 20（66英尺）      | 3.4（11英尺）    | 3.4（11英尺）    |
| A400M       | 37             | 17.71（58.1英尺） | 4（13英尺）      | 3.85（12.6英尺） |
| C-2         | 36             | 16（52英尺）      | 4（13英尺）      | 4（13英尺）      |
| C-390       | 26             | 18.5（61英尺）    | 3（9.8英尺）     | 3.4（11英尺）    |
| Y-9         | 20             | 16.2（53英尺）    | 3.2（10英尺）    | 2.6（8.5英尺）   |
| C-130J-30   | 19.8           | 16.76（55.0英尺） | 3.02（9.9英尺）  | 2.74（9.0英尺）  |

## 使用國家

C-130使用國家分佈圖

| - 阿尔及利亚 - 阿根廷 - 奥地利 - 比利时 - 玻利维亚 - 巴西 - 喀麦隆 - 加拿大 - 智利 - 中華民國 - 哥伦比亚 - 丹麦 - 埃及 - 衣索比亞 - 法國 - 加彭 - 希腊 - 印度 - 印度尼西亞 - 伊朗 - 伊拉克 - 以色列 - 義大利 - 日本 - 约旦 - 科威特 - 利比里亚 - 利比亞 - 马来西亚 | - 墨西哥 - 摩洛哥 - 荷蘭 - 新西兰 - 尼日尔 - 奈及利亞 - 挪威 - 阿曼 - 巴基斯坦 - 秘魯 - 菲律賓 - 波蘭 - 葡萄牙 - 羅馬尼亞 - 沙烏地阿拉伯 - 新加坡 - 南非 - 西班牙 - 斯里蘭卡 - 苏丹 - 瑞典 - 泰國 - 突尼西亞 - 土耳其 - 阿联酋 - 英国 - 美国 - 乌拉圭 - 委內瑞拉 - 葉門 - 尚比亞 - 越南 |

## 快速龍計畫
2022年12月19日，美國空軍使用MC-130J「超級大力士」運輸機載運巡航導彈炸毀目標的影片，證實「快速龍計畫」已獲得初步驗證，本次實彈射擊使用的是AGM-158B JASSM-ER遠攻飛彈，射程超過1,000公里，也就表示如果美中發生衝突，美軍運輸機隊從關島或夏威夷等基地起飛，可以在抵達沖繩前就能投放「快速龍」發動攻擊，不但能隱藏攻擊企圖，而且一組「快速龍」托盤可能同時釋放3至6枚導彈攻擊多點目標，幾乎整個中國大陸沿海據點都在攻擊範圍內。

## 空中航空母艦計畫
美國Dynetics公司宣布，與美國國防高等研究計畫署（DARPA）合作研發的X-61A「小精靈」（Gremlins）無人機，測試第2架原型機與機載回收系統成功，未來有望使母機C-130運輸機等操作平台成為「飛行航空母艦」。

## 流行文化
- 在2021年電影明日之戰中，擔任生物老師兼前美國陸軍特種部隊成員的丹·佛斯特找上疏遠有過節的父親占士·佛斯特幫忙弄了部C-130運輸機前往俄羅斯[28]。
- 在漫威2021年影集獵鷹與酷寒戰士中，「獵鷹」山姆·威爾遜從美國空軍C-130跳下，攔截另一架遭狹持的C-130，並拯救人質。
- 在2017年動漫噬血狂襲OVA第二季中，用來負責運送絃神島管理公社專業程式員麗迪安·蒂諦葉的戰車。
- 在2013年電影（Olympus Has Fallen）中，北韓特工以C-130運輸機為基礎改進而來的AC-130空中砲艇闖入白宮禁飛區，擊落兩架前來驅離的F-22猛禽戰鬥機後，開始用兩門空對地機槍對白宮一帶掃射，最終被一架從安德魯空軍基地派出前來支援的F-22猛禽戰鬥機發射飛彈擊毀，但AC-130空中砲艇也在墜毀時將華盛頓紀念碑撞塌。
- 在2010年電影（The A-Team）电影中，四名通天奇兵偷了一架屬於美國空軍的C-130，然後逃離德國的美軍空軍機場，這架C-130隨後被擊落。
- 在2008年電影（The Dark Knight）电影中，有一架屬於南韓走私客的「大力神」在香港維港低飛拉走蝙蝠俠离开香港。
- 在2007年電影變形金剛 (2007年電影)（Transformers）電影中，從基地逃出來的陸軍士兵被狂派蠍子型機器人追擊，陸軍士兵呼叫空中支援，先後以A-10雷霆二式攻擊機及由以C-130運輸機為基礎改進而來的AC-130空中砲艇的機砲，擊退狂派機器人。
- 在1997年電影空军一号 (电影)（Air Force One）中，美國總統專機空軍一號面臨墜海的危機，美國空軍空降搜救組的C-130奉命拯救機內的人，最後成功營救了美國總統，並且將無線電台呼號變更為空軍一號。

## 参閲
- An-12
- Y-8
- Y-9